# Rhombodera basalis
Rhombodera basalis är en bönsyrseart som beskrevs av De Haan 1842. Rhombodera basalis ingår i släktet Rhombodera och familjen Mantidae. Inga underarter finns listade i Catalogue of Life.